# Storm (альбом SIBERIAHILLS)
Storm — дебютный студийный альбом группы SIBERIAHILLS, вышедший в 2009 году.

## Критика
Иван Напреенко в своей рецензии для Rolling Stone Russia описывает альбом как «совершенно неместный по качеству и энергетике глэм-панк с англоязычными текстами». Однако, несмотря на популярность в Москве, пишет он, группе будет сложно заработать всероссийскую известность или прославиться за рубежом. Александр Горбачёв в целом характеризуя альбом как «неплохой», негативно отзывается об акценте певицы и текстах песен.

## Список композиций
- 1. Pain
- 2. Dance
- 3. Supervisor
- 4. Clouds
- 5. Happy New Year
- 6. Good Bye
- 7. Chocolate
- 8. Ordinary Girl
- 9. Killer
- 10. Bottomless Vial of Wishes
- 11. Chocolate (French Version)